# Chunee
Chunee (ou Chuny) foi um elefante que foi trazido para a Regência de Londres em 1811.
Três elefantes foram trazidos para a Inglaterra em navios da Companhia das Índias Orientais entre 1809 e 1811. O terceiro deles foi Chunee. Ele viajou no East Indiaman, Astell, de Bengala, chegando à Inglaterra em julho de 181.:190
Os outros dois elefantes, também propriedade de Stephani Polito em algum momento, chegaram à Inglaterra em setembro de 1809,:125 e junho de 1810.:186
"O Sr. Polito ... obteve a posse de um Elefante notavelmente bom, trazido para a Inglaterra no navio da Hon. East India Company, Winchelsea, Capitão William Moffat, que será exibido na feira de Rumsey na segunda-feira; e espera-se que ele o faça. ser oferecido para inspeção pública por um ou dois dias, nesta cidade [Winchester], a caminho de Exeter 'Change London."
O segundo elefante foi trazido do Sri Lanka para a Inglaterra no navio Walthamstow da Companhia das Índias Orientais em junho de 1810.:186
Chunee foi originalmente exibido no Covent Garden Theatre,:190  mas foi comprado pelo proprietário do circo Stephani Polito para se juntar a seu zoológico no Exeter Exchange on the Strand em Londres. O zoológico foi comprado por Edward Cross em 1817. Os eventos em que o elefante foi morto em 1826 tornaram-se uma cause célèbre.

## Carreira
Chunee pesava quase 7 toneladas, tinha 11 pés de altura e foi avaliado em £ 1.000. Ele era manso e originalmente um animal teatral, aparecendo no palco com Edmund Kean. Suas peças incluíram Blue Beard, no Theatre Royal, Covent Garden, e a pantomima Harlequin and Padmanaba, ou o Golden Fish, no Theatre Royal, Drury Lane.
Chunee foi treinado para pegar seis pence dos visitantes do zoológico para segurar com seu baú antes de devolvê-lo. Uma entrada no diário de Lord Byron registra uma visita a Exeter Exchange em 14 de novembro de 1813, quando "O elefante pegou e me deu meu dinheiro novamente - tirou meu chapéu - abriu uma porta - trocou um chicote - e se comportou tão bem que eu gostaria ele era meu mordomo."

## Morte
Chunee tornou-se perigosamente violento no final de sua vida, atribuído a um "paroxismo anual", agravado por dores causadas por ter uma presa podre que provocavam uma forte dor de dente. Em 26 de fevereiro de 1826, durante sua caminhada habitual de domingo ao longo do Strand, Chunee enlouqueceu, matando um de seus tratadores. Ele ficou cada vez mais furioso e difícil de lidar nos dias seguintes, e foi decidido que ele era muito perigoso mantê-lo. Dias depois, o tratador tentou dar-lhe veneno, mas Chunee não ingeriu. Soldados foram convocados de Somerset House para atirar em Chunee com seus mosquetes. Chunee foi atingido por 152 balas de mosquete, mas não morreu. O golpe mortal foi desferido por um tratador com um arpão ou espada.

## Consequências
Centenas de pessoas pagaram a taxa usual de entrada para ver sua carcaça massacrada e depois dissecada por médicos e estudantes de medicina do Royal College of Surgeons. Seu esqueleto pesava 876 lb (397 kg) e foi vendido por £ 100 e exibido no Egyptian Hall em Piccadilly, e mais tarde no Royal College of Surgeons em Lincoln's Inn Fields, com os buracos de bala claramente visíveis. Sua pele pesava 17 cwt (1.900 lb ou 860 kg) e foi vendida a um curtidor por £ 50. Esqueleto de Chunee, junto com uma exibição da presa afetada, esteve em exibição no Royal College of Surgeon's Museum até 11 de maio de 1941, quando o museu foi quase totalmente destruído por um impacto direto de uma bomba de alto explosivo; o esqueleto Chunee foi destruído. A forma da morte de Chunee foi amplamente divulgada, com ilustrações impressas em jornais populares de rajadaas de balas disparadas o elefante. Receitas foram publicadas para ensopado de elefante, junto com poemas piegas dizendo "Adeus, pobre Chuny". Cartas foram impressas no The Times protestando contra a barbaridade do processo e a má qualidade das condições de vida dos animais no zoológico. A Sociedade Zoológica de Londres foi fundada em abril de 1826. A controvérsia foi a inspiração para uma peça de sucesso em Sadler's Wells, intitulada Chuneelah; ou, A morte do elefante em Exeter 'Change.

## Vet Também
- Topsy
- Mary
- Tyke
- Laika
- Krys
- Lobo de Custer
- Tigre de Champawat
- Tragédia do Circo Vostok
- Ovelha Dolly
- Caso da cadela Preta
- Casper (gato)
- Heidi (gambá)
- Jack (gato)
- Teteia (hipopótamo)
- Marius (girafa)
- Uggie
- Cecil (leão)
- Twelves
- Caso Manchinha